# Henry Joseph Kennedy
Henry Joseph Kennedy (Rozelle, 18 febbraio 1915 – Tamworth, 2 settembre 2003) è stato un vescovo cattolico australiano.

## Biografia
Henry Joseph Kennedy nacque il 18 febbraio 1915 a Rozelle, un sobborgo di Sydney.
Fu ordinato presbitero il 30 novembre 1938 dall'arcivescovo Norman Gilroy, incardinandosi nell'arcidiocesi di Sydney.
Il 14 settembre 1967 papa Paolo VI lo nominò vescovo ausiliare di Brisbane, assegnandogli la sede titolare di Simingi. Ricevette l'ordinazione episcopale il 23 novembre seguente per imposizione delle mani del cardinale Norman Gilroy. Il 6 dicembre 1971 lo stesso papa Paolo VI lo nominò vescovo di Armidale.
Resse la diocesi per quasi 20 anni, ritirandosi per raggiunti limiti d'età il 26 aprile 1991.
Morì a Tamworth il 2 settembre 2003 all'età di 88 anni. Fu sepolto nel cortile della cattedrale di Armidale.
Nel 2013 fu accusato post mortem di negligenza in un caso di abusi sessuali a carico di un prete nel corso degli anni ottanta.

## Genealogia episcopale
La genealogia episcopale è:
- Cardinale Scipione Rebiba
- Cardinale Giulio Antonio Santori
- Cardinale Girolamo Bernerio, O.P.
- Arcivescovo Galeazzo Sanvitale
- Cardinale Ludovico Ludovisi
- Cardinale Luigi Caetani
- Cardinale Ulderico Carpegna
- Cardinale Paluzzo Paluzzi Altieri degli Albertoni
- Papa Benedetto XIII
- Papa Benedetto XIV
- Papa Clemente XIII
- Cardinale Marcantonio Colonna
- Cardinale Giacinto Sigismondo Gerdil, B.
- Cardinale Giulio Maria della Somaglia
- Cardinale Carlo Odescalchi, S.I.
- Cardinale Costantino Patrizi Naro
- Cardinale Serafino Vannutelli
- Cardinale Domenico Serafini, O.S.B.
- Cardinale Pietro Fumasoni Biondi
- Arcivescovo Filippo Bernardini
- Cardinale Norman Gilroy
- Vescovo Henry Joseph Kennedy